# Wolf von Engelhardt
Wolf Jürgen Baron von Engelhardt (* 27. Januarjul. / 9. Februar 1910greg. in Jurjew, Russisches Reich; † 4. Dezember 2008 in Tübingen) war ein deutscher Geologe und Mineraloge.

## Studium und akademische Laufbahn
Baron von Engelhardt war Angehöriger der baltischen Adelsfamilie Engelhardt. Er ist der Vater von Dietrich von Engelhardt.
In den Jahren von 1929 bis 1935 nahm er ein Studium der Naturwissenschaften auf, wobei er schwerpunktmäßig die Fächer Geologie, Mineralogie und Chemie an den Universitäten von Halle, Berlin und Göttingen studierte. In Halle wurde er Mitglied des Corps Guestphalia. Er promovierte am 18. September 1935 bei dem Mineralogen Victor Moritz Goldschmidt mit dem Thema Geochemie des Bariums.
Von 1935 bis 1938 betätigte er sich als wissenschaftlicher Mitarbeiter am Mineralogischen Institut der Universität Rostock. Am 12. Juli 1939 erlangte er die Habilitation an der Universität Göttingen (Zerfall und Aufbau von Mineralien in norddeutschen Bleicherdewaldböden). Von 1939 bis 1944 war er am Mineralogischen Institut der Universität Göttingen wissenschaftlicher Assistent bei dem Mineralogen Carl Wilhelm Correns. Ab 1939 war er auch an der Universität Göttingen als Privatdozent beschäftigt.
Zum Dozenten wurde er 1944 ernannt. Mit der Vertretung bei einem Lehrstuhl erfolgte 1944 die Ernennung zum außerordentlichen Professor. Von 1947 bis 1952 führte er die Forschungs- und Entwicklungsabteilung bei der Erdölfirma Gewerkschaft Elwerath in Hannover. Von 1952 bis 1957 konnte er an der Universität Göttingen als Honorarprofessor wirken, um dann ab dem 1. November 1957 als ordentlicher Professor die Leitung des Mineralogisch-Petrographischen Instituts der Universität Tübingen zu übernehmen. Von 1963 bis 1964 war Engelhardt Rektor der Universität Tübingen. Im Jahre 1978 emeritierte er. Danach setzte er seine publizistische Arbeit auf seinem Fachgebiet der Mineralogie fort.

## Politische und militärische Tätigkeiten
Von 1933 bis 1934 sowie im Jahre 1939 war er Mitglied in der SA. Von 1937 bis 1942 war er zeitweise im militärischen Dienst tätig, um danach von 1942 bis 1945 beim SD zu dienen. Ab dem Jahre 1940 war er Mitglied in der Reichsdozentenschaft, einer Untergliederung der NSDAP.
Dem Nationalsozialistischen Deutschen Dozentenbund und dem Nationalsozialistischen Altherrenbund gehörte er ab 1942 an.

## Wirken
Engelhardt befasste sich mit Kristallsymmetrie und Kristallwachstum, mit Geochemie und der Petrologie von Sedimentgesteinen sowie besonders intensiv mit Meteoriteneinschlägen und deren mineralogisch-petrographischen Spuren wie Impaktite. Er untersuchte in diesem Zusammenhang das Nördlinger Ries und das Ries-Ereignis und war Principal Investigator der NASA bei der Untersuchung von Mondgestein, das er schon bei der Apollo-11-Mission untersuchte. Er war in verschiedenen internationalen Gremien wie der International Association of Planetology aktiv. Er war auch Wissenschaftshistoriker, der sich insbesondere mit Johann Wolfgang von Goethe befasste. In der Leopoldina Ausgabe gab er 1970 die naturwissenschaftlichen Schriften Goethes heraus. Mit Helmut Hölder schrieb er eine Geschichte der Mineralogie und Geologie an der Universität Tübingen und mit Jörg Zimmermann eine Methodenlehre der Geowissenschaften, die auch ins Englische übersetzt wurde.

## Ehrungen
- 1957 Wahl in die Deutsche Akademie der Naturforscher Leopoldina
- 1961 Mitglied der Heidelberger Akademie der Wissenschaften
- 1973 Hans-Stille-Medaille der Deutschen Geologischen Gesellschaft
- 1979 Carl-Friedrich-Gauß-Medaille der Braunschweigischen Wissenschaftlichen Gesellschaft
- 1980 Korrespondierendes Mitglied der Braunschweigischen Wissenschaftlichen Gesellschaft[5]
- 1980 Abraham-Gottlob-Werner-Medaille der Deutschen Mineralogischen Gesellschaft
- 1980 Friedrich-Becke-Medaille der Österreichischen Mineralogischen Gesellschaft
- 1983 Cothenius-Medaille der Leopoldina
- 1983 Membre d’Honeur de la Société française de minéralogie et de cristallographie
- 1984 Gustav-Steinmann-Medaille der Geologischen Vereinigung
- 1985 Verdienstorden der Bundesrepublik Deutschland, Großes Verdienstkreuz
- 1987 Barringer-Medaille der Meteoritical Society
- 1991 Goldene Goethe-Medaille der Goethe-Gesellschaft Weimar
- 2005 Rieser Kulturpreis

Der Asteroid (4217) Engelhardt wurde nach Wolf von Engelhardt benannt.

## Schriften (Auswahl)
- zur Geologie und Mineralogie:
  - The origin of sediments and sedimentary rocks. 2. Auflage. Schweizerbart 1977.
  - Der Porenraum der Sedimente. Springer Verlag, Berlin 1960.
  - Beiträge in Hans Füchtbauer (Hrsg.): Sediment-Petrologie. 3 Bände, Schweizerbart, Stuttgart 1964, 1970, 1973, englische Übersetzung: * Sedimentary Petrology. London 1974.
  - mit Jörg Zimmermann: Theorie der Geowissenschaft. Schöningh, Paderborn 1982, englische Übersetzung: Theory of Earth Sciences. Cambridge University Press, 1988.
  - Die Geochemie des Barium. In: Chemie der Erde. Band 10, Heft 2, 1936, S. 187–246, G. Fischer, Jena 1936 (Dissertation)
  - mit Kurt Lemcke, Hans Füchtbauer und anderen: Geologische und sedimentpetrographische Untersuchungen im Westteil der ungefalteten Molasse des süddeutschen Alpenvorlandes. Geologisches Jahrbuch, Beihefte, Heft 11, Landesanstalt für Bodenforschung, Hannover 1953.
  - mit Friedrich Hörz: Hochdruckgläser im Nördlinger Ries. Springer Verlag, Berlin 1964
  - Die Bildung von Sedimenten und Sedimentgesteinen. Schweizerbart, Stuttgart 1973.
  - Probleme der kosmischen Mineralogie. Tübingen 1963 (Rektoratsrede)
- Wissenschaftsgeschichte:
  - mit Hansmartin Decker-Hauff: Quellen zur Gründungsgeschichte der Naturwissenschaftlichen Fakultät in Tübingen. 1859–1863. J. C. B. Mohr, Tübingen 1963.
  - mit Helmut Hölder: Mineralogie, Geologie und Paläontologie an der Universität Tübingen von den Anfängen bis zur Gegenwart. J. C. B. Mohr, Tübingen 1977.
- Sonstiges:
  - Was heißt und zu welchem Ende treibt man Naturforschung? Suhrkamp, Frankfurt am Main 1969.
  - Phaetons Sturz – ein Naturereignis? Sitzungsberichte Heidelberger Akademie der Wissenschaften 1979.
  - Der Mensch in der technischen Welt. Böhlau, Köln 1957.
- zu Goethe:
  - Goethe im Gespräch mit der Erde. Wissenschaftliche Buchgesellschaft 2005.
  - mit Manfred Wenzel: Goethe, Allgemeine Naturlehre, Geologie. Frankfurt am Main 1989.
  - Goethes Weltansichten: auch eine Biographie. Böhlau, Weimar 2007.
  - Goethe und Alexander von Humboldt: Bau und Geschichte der Erde. 2001
  - Mitherausgeber der Naturwissenschaftlichen Schriften Goethes in der Leopoldina Ausgabe